# Banca centrale dell'Afghanistan
La banca centrale dell'Afghanistan (DARI:بانک مرکزی افغانستان; Pashto: د افغانستان بانک) è l'istituto bancario centrale dell'omonimo stato. Regola tutte le transazioni bancarie e monetarie in Afghanistan. Fondata nel 1939, la banca è interamente di proprietà del governo. È attiva nello sviluppo di politiche per promuovere l'inclusione finanziaria ed è membro dell'Alliance for Financial Inclusion.
La banca ha circa 52 filiali in tutto il paese, di cui sette a Kabul, dove si trova anche la sede centrale. A partire da agosto 2024, i singoli clienti bancari non possono prelevare più di 150.000 afghani ($ 2.000) a settimana.
Sotto i talebani le tasse vengono pagate direttamente alla banca centrale e c'è una politica contro i funzionari delle tasse che gestiscono direttamente il denaro delle tasse.

## Storia
Nel 1918-1936 furono emesse banconote del Tesoro dell'Afghanistan, inizialmente in rupie e dal 1926 in afghani. Nel 1933 fu fondata la prima banca in Afghanistan, la Banca Nazionale Afghana, che iniziò a emettere banconote nel 1935. Nel 1939 fu fondata la Banca Centrale dell'Afghanistan. Nello stesso anno, la banca iniziò a emettere banconote.
Il 27 giugno 2011, il Dipartimento di Stato degli Stati Uniti ha annunciato che Abdel Kadir Fitrat, allora capo della Banca centrale dell'Afghanistan, era fuggito negli Stati Uniti. Lui stesso si era precedentemente dimesso da capo della banca centrale, sostenendo di temere per la sua vita a causa delle indagini sul caso della Kabul Bank.
Il 3 giugno 2020 Ajmal Ahmady è stato nominato governatore della Banca centrale da Ashraf Ghani con decreto presidenziale 544.
Mentre era ancora in attesa di conferma da parte del parlamento afghano, Ahmady si unì alla Banca centrale  come governatore ad interim. Poco più di tre settimane dopo la nomina di Ahmady, quasi tutti gli alti funzionari della banca centrale sotto il governatore sono stati sospesi o licenziati per presunta corruzione. La Wolesi Jirga ha presentato Ajmal Ahmady per un voto di fiducia nel dicembre 2020, ma i rappresentanti del popolo lo hanno respinto. Ciò nonostante, Ahmady è rimasto a capo della banca centrale. In precedenza, Ahmady aveva già lavorato come capo ad interim della banca centrale per sei mesi. Secondo la costituzione afghana, nessuno può fungere da capo ad interim per più di due mesi. Dopo il crollo del governo Ghani, Ahmady è fuggito dall'Afghanistan. A partire dal 15 agosto 2021, non è più considerato un funzionario ad interim della banca.
Il 23 agosto 2021, Haji Mohammad Idris è stato nominato governatore della Banca centrale dell'Afghanistan per "aiutare ad alleviare le crescenti turbolenze economiche". Il portavoce dei talebani, Zabihullah Mujahid, ha detto che l'obiettivo della nomina era quello di organizzare le istituzioni statali e il sistema bancario e di risolvere i problemi pubblici. La nomina è stata criticata dal proclamato presidente della Repubblica islamica dell'Afghanistan, Amrullah Saleh, dichiarando che Idris era un "riciclatore di denaro" al servizio del terrorismo.

## Sequestro di beni negli USA
La banca centrale dell'Afghanistan possedeva circa 7 miliardi di dollari di attività detenute presso la Federal Reserve Bank di New York. Dopo la presa del potere da parte dei talebani nel 2021, un gruppo di circa 150 parenti delle vittime degli attacchi dell'11 settembre ha tentato di utilizzare una sentenza del caso SDNY Havlish v. Bin Laden per ottenere il controllo di questi beni, affermando che ora erano legalmente dei talebani e quindi potevano essere utilizzati per pagare i danni alle famiglie delle vittime dell'11 settembre.  Dopo un periodo di riflessione, l'amministrazione Biden ha accolto la richiesta, dividendo i beni in due metà, una delle quali sarebbe stata assegnata ai querelanti come potenziale risarcimento danni, e l'altra sarebbe stata utilizzata per istituire un fondo fiduciario per "sostenere i bisogni del popolo afghano" ma a cui il governo talebano non avrebbe potuto accedere. Il 26 agosto 2022, un giudice ha raccomandato di non concedere danni in quanto la banca è "immune da giurisdizione" e che avrebbe "riconosciuto" i talebani come legittimo governo afghano. Il 21 febbraio 2023 la richiesta dei parenti è stata respinta, con il giudice George Daniels che ha dichiarato di essere "costituzionalmente limitato" nel consentire l'accesso ai fondi.

## Simboli

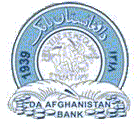
Il logo della banca afghana

Il logo della Banca centrale dell'Afghanistan ha il nome della banca in pashtu in alto e l'alfabeto latino in basso, l'anno 1939 indica quando è stata fondata, e riporta una raffigurazione di una moneta dell'era di Eucratide I con il testo greco, "ΒΑΣΙΛΕΩΣ ΜΕΓΑΛΟΥ ΕΥΚΡΑΤΙΔΟΥ", che significa "Del grande re Eucratide".